# آرارات (آرارات)
آرارات (به ارمنی: Արարատ) یک روستا در ارمنستان است که در استان آرارات واقع شده‌است. آرارات در کیلومتری جنوب شرق آرتاشات، مرکز استان آرارات واقع شده‌است.

## خصوصیات
آرارات ۸٬۱۹۰ نفر جمعیت دارد و در ارتفاع ۸۵۶ متر بالاتر از سطح دریا قرار گرفته‌است.
| سال   | ۱۸۳۱ | ۱۸۷۳ | ۱۸۹۷ | ۱۹۲۶ | ۱۹۳۹ | ۱۹۵۹ | ۱۹۷۰ | ۱۹۷۹ | ۲۰۰۱ | ۲۰۰۴ |
| جمعیت | ۶۶۱  | ۲۱۷۶ | ۳۳۶۷ | ۱۸۹۴ | ۲۵۱۵ | ۴۲۴۰ | ۵۶۲۵ | ۶۲۲۷ | ۶۹۷۴ | ۷۵۰۰ |